# Peter van Doorn

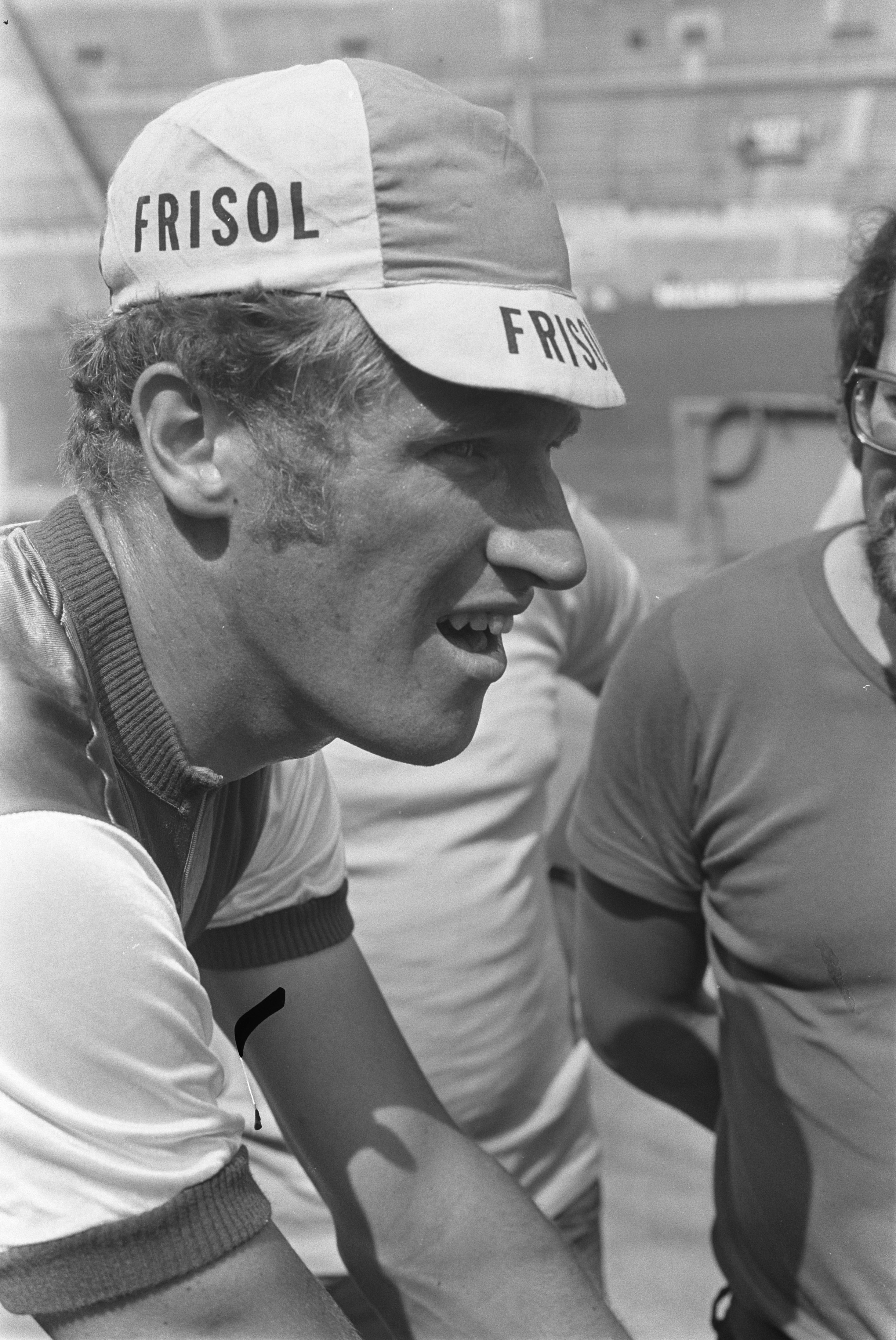
Peter van Doorn (1972)

Pieter „Peter“ van Doorn (* 29. Januar 1946 in Berlikum) ist ein ehemaliger niederländischer Radrennfahrer und nationaler Meister im Radsport.

## Sportliche Laufbahn
Er war Bahnradsportler und Teilnehmer der Olympischen Sommerspiele 1972 in München. Dort startete er im Bahnradsport in drei Disziplinen. Im 1000-Meter-Zeitfahren wurde er beim Sieg von Niels Fredborg 11., im Sprint wurde van Doorn als 5. klassiert. Mit seinem Partner Klaas Balk wurde er im Tandemrennen auf dem 5. Rang geführt. Bei den Bahnradsport-Weltmeisterschaften 1970 wurde er 5. im Zeitfahren.
1969 gewann er die nationale Meisterschaft im Tandemrennen mit Wim Koopman als Partner. 1970 und 1971 verteidigte er den Titel mit Jan Jansen, 1972 mit Klaas Balk. 1972 gewann er den Großen Preis von Berlin und wurde er Zweiter im Großen Preis von Hannover hinter Daniel Morelon. 1975 beendete er seine aktive Laufbahn.